# Warel
Zakłady Elektroniczne „Warel” S.A. – przedsiębiorstwo utworzone w 1937 w Warszawie, zlikwidowane w 2018 roku.

## Historia
Po wojnie otwarte jako Zakłady Elektroniczne im. Franciszka Zubrzyckiego „Warel” na bazie wcześniejszej filii Państwowych Zakładów Tele- i Radiotechnicznych, która zajmowała się produkcją głośników i słuchawek i uległa dużym zniszczeniom w czasie II wojny światowej. Po odbudowie w zakładzie remontowano nadajniki pocztowe, które następnie zaczęto stopniowo montować. Z czasem oferta zakładów uległa rozszerzeniu – produkowano tu aparaturę rentgenowską, piece indukcyjne, radiotelefony, urządzenia radiokomunikacji morskiej i inne.
W czasach PRL przedsiębiorstwo było znane głównie z produkcji krótkofalówek przenośnych, tzw. walkie-talkie, pracujących w „paśmie obywatelskim” – CB jednokanałowe m.in. Tukan i Echo. Produkowało także radiostacje dla milicji, straży pożarnej, pogotowia ratunkowego, służb miejskich (wodno-kan., pogotowia gazowego, elektroenergetycznego itp.), radiotaxi.
Głównym profilem działalności przedsiębiorstwa była produkcja elektroniki na potrzeby wojska. Produkowano tu zabudowywane na samochodach ciężarowo-terenowych Star 660 i Star 266 radiostacje i aparatownie dla wojsk łączności, nie tylko polskich oraz podzespoły elektroniczne do uzbrojenia.

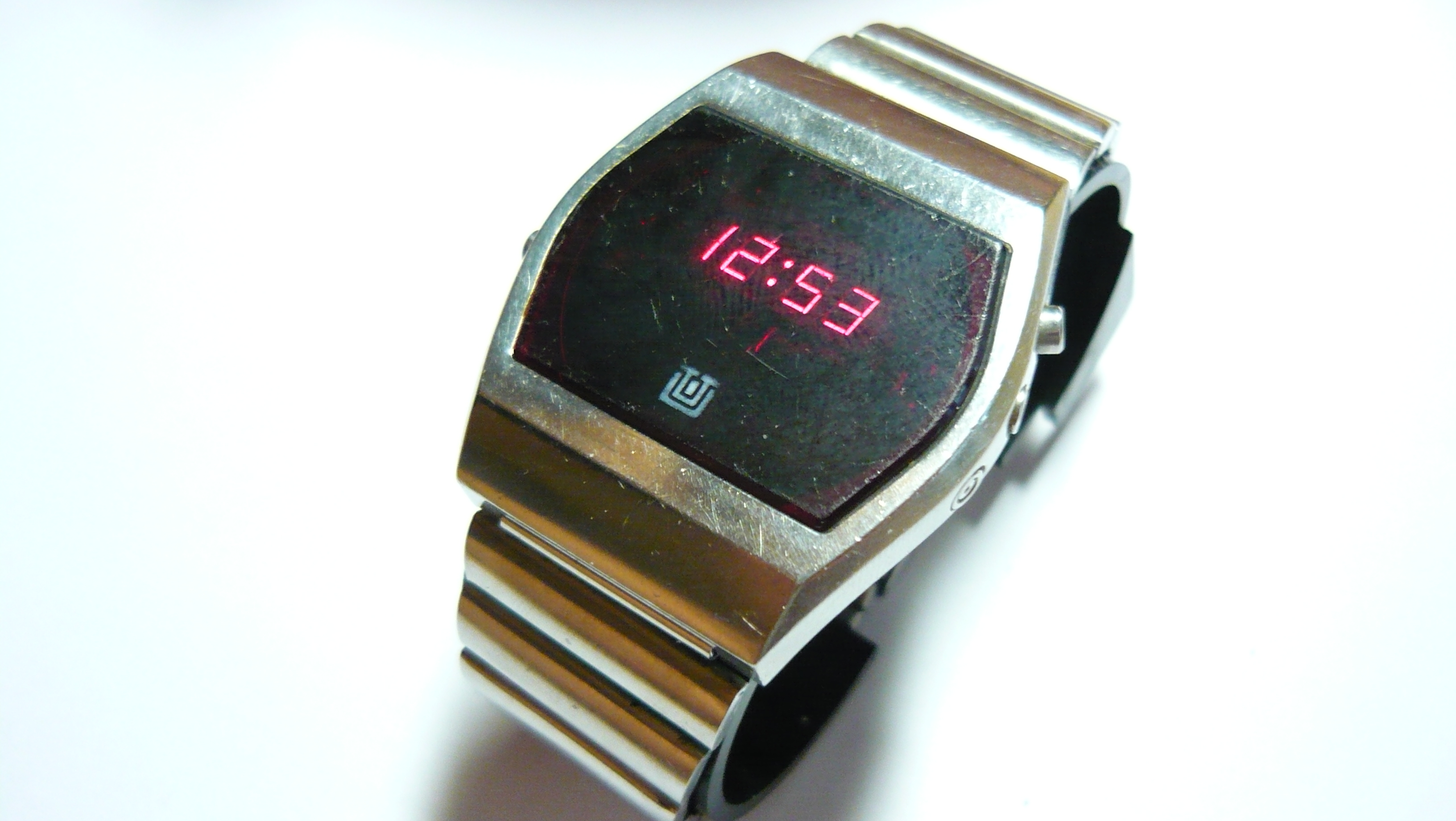
zegarek LED Unitra Warel

Zakłady „Warel” wyprodukowały pierwsze polskie elektroniczne zegarki naręczne, z czerwonym wyświetlaczem LED, a następnie z wyświetlaczem LCD.
W latach 70. i 80. XX w. zakłady Warel należały do Zjednoczenia Przemysłu Elektronicznego UNITRA. Do 1976 r. w skład przedsiębiorstwa wchodził Zakład Elektroniki Przemysłowej Profel w Szydłowcu. Produkowano tu elektroniczne szafy sterujące do obrabiarek sterowanych numerycznie „Nums”.
W 1994 roku przedsiębiorstwo państwowe Zakłady Elektroniczne „Warel” zostało skomercjalizowane jako jednoosobowa spółka akcyjna Skarbu Państwa.
W październiku 2009 roku spółkę postawiono w stan likwidacji, a następnie 29 grudnia 2009 Sąd Rejonowy dla Warszawy-Pragi-Północ ogłosił upadłość Zakładów Elektronicznych WAREL S.A. Postępowanie upadłościowe zostało zakończone w 2018 roku likwidacją majątku i wykreśleniem spółki z rejestru.
Warel zajmował się sprzedażą zestawów komputerowych klasy TEMPEST – komputerów w specjalnych obudowach, zmniejszających szansę przejęcia danych metodą badania promieniowania e-m.